# 迭戈·馬里諾
迭戈·馬里諾（西班牙語：Diego Mariño；1990年5月9日—）是一位西班牙足球運動員，在場上的位置是守門員。現效力於西乙球隊格蘭納達。他也代表西班牙國家足球隊參加比賽。